# Abu-Yússuf Yaqub al-Mansur
Abu-Yússuf Yaqub ibn Yússuf ibn Abd-al-Mumin al-Mansur bi-L·lah —àrab: أبو يوسف يعقوب بن يوسف بن عبد المؤمن المنصور بلله, Abū Yūsuf Yaʿqūb ibn Yūsuf ibn ʿAbd al-Muʾmin al-Mansūr—, més conegut com a Abu-Yússuf Yaqub al-Mansur, Abu-Yússuf Yaqub o, simplement, al-Mansur (1160 – 23 de gener de 1199, Marràqueix) fou amir al-muminín dels almohades mumínides, oficialment el tercer. Va regnar del 1184 al 1199.

## Biografia

### Proclamació com emir
El seu pare, el califa Abu-Yaqub Yússuf va ser ferit i va morir prop d'Évora, anant cap a Sevilla el 29 de juliol de 1184. Abu-Yússuf Yaqub al-Mansur fou proclamat a Sevilla el dia 10 d'agost i va agafar el títol d'amir al-muminin.

### Lluites amb els Banu Ghaniya
La notícia de la mort es va saber a Mallorca on l'emir Alí ibn Ishaq ibn Ghàniya, esperonat pels partidaris dels Banu Hammad a Bugia, va equipar una flota, va deixar al seu germà Talha com a regent, i va desembarcar a Bugia, on la guarnició estava absent i la va ocupar (12 de novembre). Llavors va cridar al seu germà Yahya i quan va arribar el va nomenar governador de la ciutat. La guarnició almohade, en tornar a la ciutat, fou derrotada. Es van aliar als amazics sanhaja, als Banu Riyah, als Athbaj i als Judham i altres grups nòmades.
Alí ibn Ishaq ibn Ghàniya va aprofitar l'impacte del fet per ocupar també Alger, Miliana, Ashir, i la Qala dels Banu Hammad. Abu-Yússuf Yaqub va reaccionar, va fer equipar una esquadra a Ceuta i va enviar un exèrcit amb el qual va recuperar Alger, Bugia (22 de maig del 1185) i els altres llocs ocupats (primavera del 1185) i va marxar contra Ali que assetjava Constantina.
Alí va abandonar el setge de Constantina i amb el seu germà Yahya es va dirigir al Djarid on va ocupar Tawzar (Tozeur) i Gafsa i es va aliar l'armeni Qaràqux (al servei dels aiúbides) que dominava Trípoli i amb aquesta aliança van poder ocupar Gafsa i dominar el Djabal Nafusa i Gabes (i Trípoli). Els almohades a Ifríqiya ja només dominaven Tunis i Mahdia. Ali va enviar un emissari al califa abbàssida anunciant que als seus territoris la khutba es faria en nom seu.
El califa va decidir iniciar una gran expedició a l'est. L'exèrcit va arribar a Tunis (1187) i va enviar una forta columna contra els Banu Ghaniya i els seus aliats, que fou derrotada a la plana d'Umra prop de Gafsa (24 de juny de 1187). Qaràqux amb els seus mercenaris turcs oghuz, va acabar de destruir l'exèrcit almohade. Tres mesos després el califa va enviar noves forces i va prendre revenja, derrotant els Banu Ghaniya a Al-Hamma (14 d'octubre del 1187) dominant llavors tot el sud d'Ifríqiya amb Gafsa, Tozeur i Gabes. Ali i Qaràqux van poder fugir però els mercenaris oghuz del darrer van ser fets presoners i portats a Marrakech.
En aquestes condicions victorioses l'exèrcit va retornar a Tlemcen i poc després va morir Ali ben Ghaniya, però el seu germà Yahya ben Ghaniya va agafar la torxa i va continuar la lluita durant molts anys. Qaràqux fou desautoritzat en la seva actuació pel soldà aiúbida Saladí i va haver de fer submissió al governador almohade de l'Ifríqiya i li va haver d'entregar Trípoli.
El 1188 la flota almohade va desembarcar a Eivissa i Formentera, que va ocupar fàcilment, i tot seguit a Menorca. Abd-Al·lah ibn Ishaq ibn Ghaniya va conservar Mallorca.

### Lluites a la península Ibèrica
El 1189 els castellans van ocupar diverses fortaleses com Magazuela, Baños, Alcalá de Guadaíra i Calasparra, arribant a l'Aljarafe i a la costa. Pel seu costat els portuguesos, reforçats amb els croats que anaven de camí a la tercera Croada per unir-se al setge d'Acre, van atacar Shilb (Silves) i després d'un setge de tres mesos, la van ocupar el 3 de setembre; també van ocupar Alcácer do Sal, Beja i massacrat Alvor.
El 1190 el califa almohade Abu-Yússuf Yaqub al-Mansur va iniciar la contraofensiva a Hispània. Va signar una treva amb Castella i amb Lleó i es va dirigir contra Sanç I de Portugal. Torres Novas i Tomar foren atacades i la primera va capitular, mentre la segona, defensada pels templers, va resistir. Silves fou assetjada. Finalment una epidèmia de pesta va fer retirar als almohades. Mentre, a Àfrica, Yahya Ibn Ghaniya, governador d'Al-Andalus, havia travessat el Mediterrani per proclamar-se rei i fer-se càrrec de Marràqueix, amb Qaràqux, i es va aliar als Banu Sulaym de Tripolitana i Cirenaica, i van ocupar Trípoli i Gabes, aquesta vegada amb Qaràqux actuant pel seu compte. Qaràqux amb els seus mercenaris se'n va anar al Fezzan, governat pels Banu Khattab, on va deposar la dinastia i va prendre el poder. El 1191 l'expedició es va reprendre. Nombroses fortaleses a l'Algarve, al sud del Tajo, foren ocupades com Alcácer do Sal, Palmela, Almada, Moura i altres. Silves, agafada per sorpresa, també fou ocupada el 10 de juliol del 1991. El 1193 Abu-Yússuf Yaqub que estava supervisant les obres de construcció a Rabat, va fer construir un castell anomenat Aznalfarache (Hisn al-Faraj) prop de Sevilla, a la part més estreta de l'Ajarafe (aix-Xaraf).
Alfons VIII de Castella va decidir per atacar la regió de Sevilla el 1194. Una forta host de l'arquebisbe de Toledo Martín López de Pisuerga, que incloïa l'Orde de Calatrava, va saquejar la província. Després d'haver aixafat amb èxit les ambicions del seu germà, Yaqub al-Mansur no es va quedar amb més remei que dirigir una expedició contra els cristians, que ara estaven amenaçant la província del nord del seu imperi.
Acabada la treva amb Castella i Lleó, els castellans van fer una expedició que va arribar fins al-Jazira al-Khadrà (Algesires). El califa va anar a Sevilla d'on va sortir cap a Còrdova i cap al coll de Muradal buscant l'exèrcit castellà d'Alfons VIII. El 18 de juliol de 1195 es va lliurar la famosa batalla d'Alarcos (al-Arak), on els castellans van patir una seriosa derrota. Els lleonesos, van ser cridats perquè els ajudessin, però varen arribar tard. Els castells del camp de Calatrava foren ocupats. A la tornada el califa va agafar el títol d'al-Mansur bi-L·lah ("el Victoriós per la gràcia de Déu"). Com a conseqüència de la victòria, els almohades es van ensenyorir de les terres llavors controlades per l'Orde de Calatrava i el 1196 els almohades van ocupar els castells de Trujillo, Montánchez i Santa Cruz, a la regió de Talavera que foren arrasats; Salamanca fou assolada i la rodalia de Toledo fou devastada. on es van refugiar els combatents cristians que havien sobreviscut a la batalla, El 1197 els almohades van atacar Guadalajara, Alcalá de Henares i Madrid, defensada per Diego López II de Haro.

### Mort
El 1198 va signar una pau perpètua amb el regne de Navarra. De retorn a Marràqueix, ja malalt, va fer reconèixer com a successor al seu fill Abu-Abd-Al·lah Muhàmmad ibn Abi-Yússuf i de fet es va retirar de la vida publica dedicant-se a la meditació i deixant els afers en mans del fill. Va morir amb tota probabilitat el 23 de gener de 1199.
La seva victòria a Alarcos va ser recordada, segles més tard, quan la guerra es va girar contra el costat musulmà. S'explica per l'historiador Abu-Muhàmmad Salah ibn Abd-al-Halim en el seu 1326 Rawd al-Qirtas ("La història dels governants del Marroc").
La localitat de Moulay Yacoub, als afores de Fes, Marroc, porta el nom d'al-Mansur, i és coneguda per les seves aigües terapèutiques.

## Política interna
Durant el seu regnat, al-Mansur va emprendre diversos projectes importants. Va construir les mesquites Kutubia i El Mansuria a Marràqueix i la kasbah dels Udayas, que s'accedeix per Bab Agnaou i Bab Ksiba a la part sud de la seva medina. Va intentar construir el que hauria estat la mesquita més gran del món a Rabat. No obstant això, la construcció de la mesquita es va aturar després que al-Mansur morís. Només havent completat els primers pasos de la creació de la mesquita, incloent-hi la Torre de Hassan.
Al-Mansur protegia el filòsof Averrois i el va mantenir com un dels favorits en la cort. Com molts dels califes almohades, al-Mansur va estudiar religió. Estava a favor de l'escola zahirita o literalista de la jurisprudència musulmana per la doctrina almohade i posseïa una àmplia educació en la tradició profètica musulmana; va arribar a escriure el seu propi llibre sobre els estats i accions del profeta Mahoma. El zahirisme d'al-Mansur va ser clar quan va ordenar als seus jutges per emetre un judici només d'acord amb l'Alcorà, segons declaracions gravades i consens absolut. El pare d'al-Mansur, Abu-Yaqub, fou nomenat gran pensador cordovès Ibn Madà com a jutge superior, i els dos va supervisar la prohibició de tots els llibres religiosos no zahirites durant les reformes almohades; al-Mansur no estava satisfet, i quan va heretar el tron, va ordenar a Ibn Madà que realitzès realment la crema de tals llibres.